# روني بيترسون
روني بيترسون (بالسويدية: Ronnie Peterson) مواليد 14 فبراير 1944 في أوربرو، كان سائق فورملا 1 سويدي سابق بدأ مسيرته الاحترافية سنة 1970. كان أول سباق له هو جائزة موناكو الكبرى 1970، حقق أول فوز له في جائزة فرنسا الكبرى 1973. خاض خلال مسيرته 123 سباقاً فاز في 10 منها.

## سباقات شارك فيها
- لو مان 24 ساعة
- بطولة العالم للسيارات الرياضية

## بطولات حققها
- جائزة فرنسا الكبرى 1973
- جائزة النمسا الكبرى 1978

## وصلات خارجية
- روني بيترسون على موقع Racing-Reference.info (الإنجليزية)
- روني بيترسون على موقع DriverDB.com (الإنجليزية)

- الموقع الرسمي